# ヤマハ・YTX125
YTX125（ワイティーエックス125）は、ヤマハ・モーター・フィリピン（英: Yamaha Motor Philippines, Inc.）が、フィリピンで生産販売している自動二輪車である。

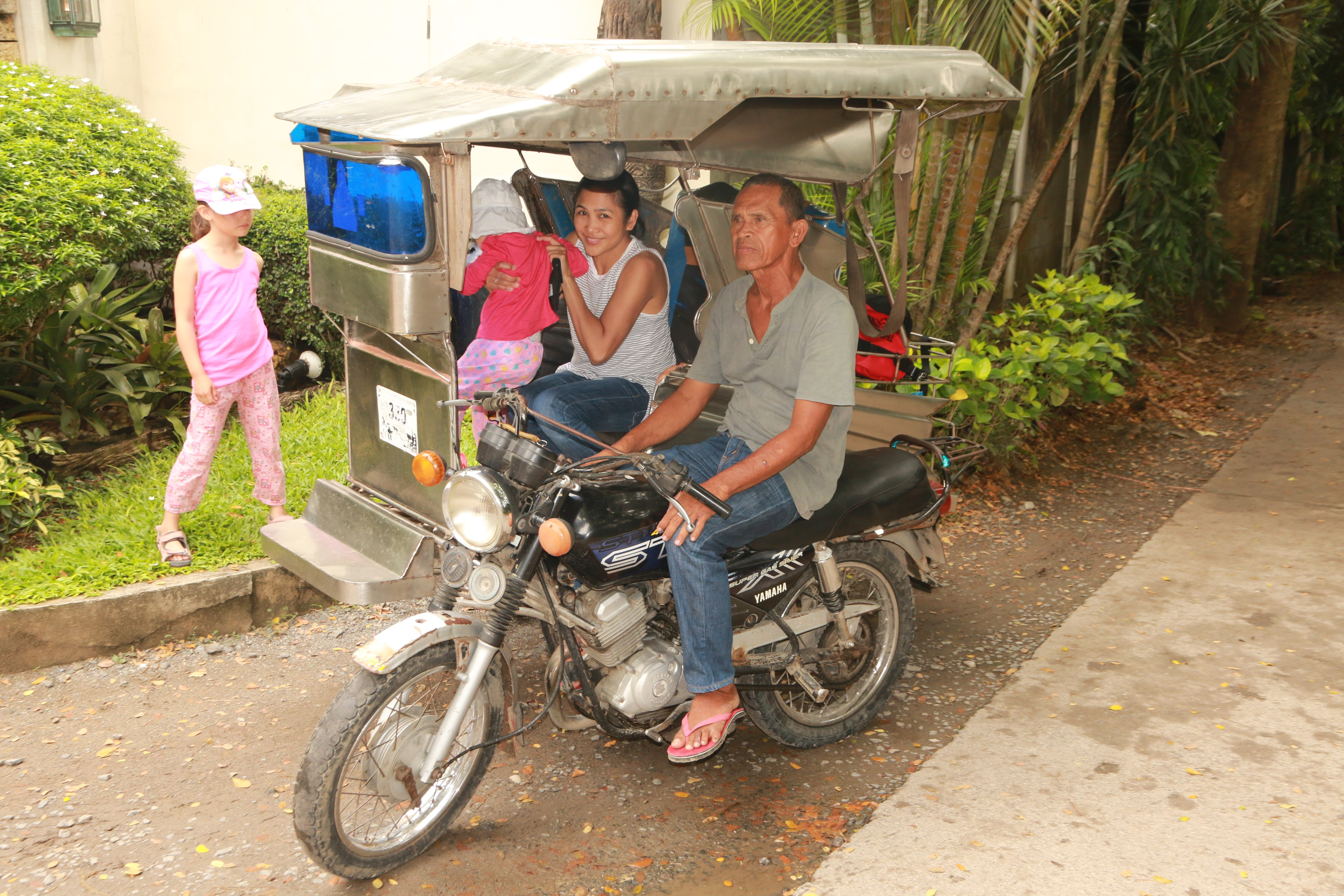
STX125を種車としたトライシクル。

2017年2月に発売を発表した。機種コード番号はBR2で、STX125（34C）の後継車種である。総排気量125cm3の4ストロークOHC単気筒エンジンにキャブレターを用い燃料を供給し、セルフ式（キック式併設）始動装置並びに前後輪ともドラム式制動装置を採用した。トライシクル（英: Tricycle）と呼ばれる側車付き旅客用自動二輪車の種車として開発されているため、予め側車連結部が用意されている。
インディア・ヤマハ・モーター（英: India Yamaha Motor Private Limited）が製造するSALUTO（2LP）と基本設計を同じくし、同社からノックダウン・キットの供給を受け、組み立て生産が行われている。

## 脚註

### 註釈
1. ↑  「Yamaha Motor Philippines, Inc.」は、ヤマハ発動機のフィリピンにおける自動二輪車生産・販売現地法人で、ヤマハ発動機は「Yamaha Motor Philippines, Inc.」を「ヤマハ・モーター・フィリピン」と邦訳している[1]。
2. ↑  機種コードとは、ヤマハ発動機が製造車輌の機種名とは別に設定した符号である[5]。
3. ↑  日本国国土交通省は、フィリピンの側車付き旅客用自動二輪車「Tricycle」を「トライシクル」と邦訳している[9]
4. ↑  「India Yamaha Motor Private Limited」は、ヤマハ発動機のインドにおける自動二輪車生産・販売現地法人で、ヤマハ発動機と共に出資している三井物産は、「India Yamaha Motor Private Limited」を「インディア・ヤマハ・モーター」と邦訳している[10]。